# Асен Гагаузов
Асен Димитров Гагаузов е български политик, министър на регионалното развитие и благоустройството от 2005 до 2009 г. в правителството с министър-председател Сергей Станишев.

## Биография
Асен Гагаузов е роден на 13 май 1953 г. в град Сливен. По образование е икономист, завършил е Счетоводна отчетност във Висш институт за народно стопанство, Варна. Ползва руски език.

## Професионална кариера
От 1980 до 1993 г. Гагаузов работи последователно в администрацията на Окръжен народен съвет – Сливен, на Общински народен съвет – Сливен, на Община Сливен. През тези 13 години той заема последователно длъжностите Началник управление „Планиране на капиталните вложения“ и Главен специалист „Планиране на капиталните вложения“. От 1993-та до 1995 г. е главен данъчен инспектор в ТДУ – Сливен.

## Политическа кариера
Започва развитието на политическата си кариера като заместник-кмет на Сливен през 1995 г. и остава на този пост до 1997 година. На парламентарните избори през 1997 г. е избран за народен представител от Сливенски МИР от листата на БСП. През 1999 г. е избран за кмет на Сливен с подкрепата на БСП, не изкарва целия си мандат, тъй като на изборите парламентарните избори през 2001 г. е избран за народен представител в XXXIX народно събрание и става народен представител отново от листата на БСП. До август 2005 г. е народен представител от БСП, зам.-председател на Комисията по местно самоуправление и регионална политика и член на Бюджетната комисия в Народното събрание, след което е избран за министър на регионалното развитие и благоустройството в правителството на Сергей Станишев.
Дълги години е член на УС на Националното сдружение на общините.
На изборите за Народно събрание на 5 юли 2009 г., Асен Гагаузов е водач на пропорционалната листа на Коалиция за България в 21-ви МИР – Сливен, откъдето е избран за народен представител.

## Семейство
Асен Гагаузов е женен, съпругата му се казва Ваня. Те имат двама сина – Димитър и Павлин.

## Медийно пространство
През март 2009 уволнява служителя на Министерството за регионалното развитие и благоустройство Валерия Петрова след като последната прави забележка на министъра за неспазване и нарушаване на забраната за пушене в сградата.
Министър Гагаузов, от своя страна, така и не дава официален коментар за случилото се.